# NBA Draft 2003.
NBA Draft 2003. održao se 26. lipnja 2003. godine u njujorškom Madison Square Gardenu. Momčadi NBA lige na draftu biraju igrače sa sveučilišta, uključujući i igrače izvan Amerike. Cleveland Cavaliersi birali su prvi na draftu, što je odlučeno izvlačenjem brojeva na draft lutriji. Cavsi su imali 22.5% šansi za prvi izbor i dobili su ga na draft lutriji održanoj 22. svibnja. Cavsi su odlučili izabrati srednjoškolskog fenomena LeBrona Jamesa. Ovaj draft smatra se jednim od najboljih u povijesti NBA lige. Na draftu je sudjelovao čak 31 međunarodni igrač. Osvajači zlatne medalje na Olimpijskim igrama u Pekingu 2008. s ovog drafta su: LeBron James, Dwyane Wade, Carmelo Anthony i Chris Bosh. Mnogi su nastupali i na NBA All-Star utakmicama, Dwyane Wade osvojio je nagradu za najkorisnijeg igrača NBA finala 2006., Boris Diaw je bio igrač koji je najviše napredovao 2006., Jason Kapono osvojio je natjecanje u tricama 2007. i 2008., Leandro Barbosa osvojio je nagradu za šestog igrača 2007., a LeBron James nagradu za najkorisnijeg igrača 2009. Ova draft klasa puno puta je uspoređivana s onima iz 1984. i 1996., ali je i poznata po neuspješnim izborima kao što je Darko Miličić, drugi izbor drafta izabran od strane Detroit Pistonsa.

## Prvi krug
| Izbor | Igrač               | Poz. | Nacionalnost           | Momčad                                                            | Sveučilište / Inozemni klub                      |
| ----- | ------------------- | ---- | ---------------------- | ----------------------------------------------------------------- | ------------------------------------------------ |
| 1.    | LeBron James        | SF   | SAD                    | Cleveland Cavaliers                                               | St. Vincent-St. Mary HS (Akron, Ohio)            |
| 2.    | Darko Miličić       | C    | Srbija i Crna Gora     | Detroit Pistons (iz Memphisa)                                     | KK Hemofarm Vršac (NLB liga i Naša Sinalko Liga) |
| 3.    | Carmelo Anthony     | SF   | SAD                    | Denver Nuggets                                                    | Syracuse                                         |
| 4.    | Chris Bosh          | PF   | SAD                    | Toronto Raptors                                                   | Georgia Tech                                     |
| 5.    | Dwyane Wade         | SG   | SAD                    | Miami Heat                                                        | Marquette                                        |
| 6.    | Chris Kaman         | C    | SAD                    | Los Angeles Clippers                                              | Central Michigan                                 |
| 7.    | Kirk Hinrich        | PG   | SAD                    | Chicago Bulls                                                     | Kansas                                           |
| 8.    | T. J. Ford          | PG   | SAD                    | Milwaukee Bucks(iz Atlante)                                       | Texas                                            |
| 9.    | Michael Sweetney    | PF   | SAD                    | New York Knicks                                                   | Georgtown                                        |
| 10.   | Jarvis Hayes        | SF   | SAD                    | Washington Wizards                                                | Georgia                                          |
| 11.   | Mickaël Piétrus     | SG   | Francuska              | Golden State Warriors                                             | Pau-Orthez (Francuska)                           |
| 12.   | Nick Collison       | PF   | SAD                    | Seattle SuperSonics                                               | Kansas                                           |
| 13.   | Marcus Banks        | PG   | SAD                    | Memphis Grizzlies (iz Houstona, mijenjan u Boston)                | UNLV                                             |
| 14.   | Luke Ridnour        | PG   | SAD                    | Seattle SuperSonics (iz Milwaukeea)                               | Oregon                                           |
| 15.   | Reece Gaines        | PG   | SAD                    | Orlando Magic                                                     | Louisville                                       |
| 16.   | Troy Bell           | PG   | SAD                    | Boston Celtics (mijenjan u Memphis)                               | Boston College                                   |
| 17.   | Žarko Čabarkapa     | SF   | Srbija i Crna Gora     | Phoenix Suns                                                      | KK Budućnost                                     |
| 18.   | David West          | PF   | SAD                    | New Orleans Hornets                                               | Xavier                                           |
| 19.   | Aleksandar Pavlović | SF   | Srbija i Crna Gora     | Utah Jazz                                                         | KK Budućnost                                     |
| 20.   | Dahntay Jones       | SG   | SAD                    | Boston Celtics (iz Philadelphie, mijenjan u Memphis)              | Duke                                             |
| 21.   | Boris Diaw          | SG   | Francuska              | Atlanta Hawks (iz Indiana)                                        | Pau-Orthez (Francuska)                           |
| 22.   | Zoran Planinić      | SG   | Hrvatska               | New Jersey Nets                                                   | KK Cibona Zagreb                                 |
| 23.   | Travis Outlaw       | SF   | SAD                    | Portland Trail Blazers                                            | Starkville HS (Starkville, Mississippi)          |
| 24.   | Brian Cook          | PF   | SAD                    | Los Angeles Lakers                                                | Illinois                                         |
| 25.   | Carlos Delfino      | SG   | Argentina              | Detroit Pistons                                                   | Unión de Santa Fe (Argentina)                    |
| 26.   | Ndudi Ebi           | SF   | Ujedinjeno Kraljevstvo | Minnesota Timberwolves                                            | Westbury Christian HS (Houston, Teksas)          |
| 27.   | Kendrick Perkins    | C    | SAD                    | Memphis Grizzlies (iz Sacramenta preko Orlanda mijenjan u Boston) | Ozen HS (Beaumont, Teksas)                       |
| 28.   | Leandro Barbosa     | SG   | Brazil                 | San Antonio Spurs (mijenjan u Phoenix)                            | Bauru Tilibra (Brazil)                           |
| 29.   | Josh Howard         | SF   | SAD                    | Dallas Mavericks                                                  | Wake Forest                                      |

## Drugi krug
| Izbor | Igrač                  | Poz. | Nacionalnost        | Momčad                                          | Sveučilište / Inozemni klub                     |
| ----- | ---------------------- | ---- | ------------------- | ----------------------------------------------- | ----------------------------------------------- |
| 30.   | Maciej Lampe           | PF   | Poljska             | New York Knicks (iz Denvera)                    | Complutense University of Madrid                |
| 31.   | Jason Kapono           | SF   | SAD                 | Cleveland Cavaliers                             | UCLA                                            |
| 32.   | Luke Walton            | SF   | SAD                 | Los Angeles (iz Toronta)                        | Arizona                                         |
| 33.   | Jerome Beasley         | PF   | SAD                 | Miami Heat                                      | North Dakota                                    |
| 34.   | Sofoklis Schortsanitis | C    | Grčka               | Los Angeles Clippers                            | Iraklis Thessaloniki B.C (Grčka)                |
| 35.   | Szymon Szewczyk        | PF   | Poljska             | Milwaukee Bucks (iz Memphisa)                   | Braunschweig (Njemačka)                         |
| 36.   | Mario Austin           | PF   | SAD                 | Chicago Bulls                                   | Mississippi State                               |
| 37.   | Travis Hansen          | SG   | SAD                 | Atlanta Hawks                                   | BYU                                             |
| 38.   | Steve Blake            | PG   | SAD                 | Washington Wizards                              | Maryland                                        |
| 39.   | Slavko Vraneš          | C    | Srbija i Crna Gora  | New York Knicks                                 | KK Budućnost                                    |
| 40.   | Derrick Zimmerman      | PG   | SAD                 | Golden State Warriors                           | Mississippi State                               |
| 41.   | Willie Green           | SG   | SAD                 | Seattle SuperSonics (mijenjan u Philadelphiu)   | Detroit                                         |
| 42.   | Zaza Pachulia          | PF   | Gruzija             | Orlando Magic                                   | Ulkerspor (Turska)                              |
| 43.   | Keith Bogans           | SG   | SAD                 | Milwaukee Bucks (mijenjan u Orlando)            | Kentucky                                        |
| 44.   | Malick Badiane         | PF   | Senegal             | Houston Rockets                                 | Langen (Njemačka)                               |
| 45.   | Matt Bonner            | PF   | SAD                 | Chicago Bulls (iz Phoenixa, mijenjan u Toronto) | Florida                                         |
| 46.   | Sani Bečirović         | SG   | Slovenija           | Denver Nuggets (iz Bostona)                     | Virtus Bologna (Italija)                        |
| 47.   | Mo Williams            | PG   | SAD                 | Utah Jazz                                       | Alabama                                         |
| 48.   | James Lang             | C    | SAD                 | New Orleans Hornets                             | Central Park Christian HS (Birmingham, Alabama) |
| 49.   | James Jones            | SF   | SAD                 | Indiana Pacers                                  | Miami                                           |
| 50.   | Paccelis Morlende      | PG   | Francuska           | Philadelphia 76ers (mijenjan u Seattle)         | Dijon (Francuska)                               |
| 51.   | Kyle Korver            | SF   | SAD                 | New Jersey Nets (mijenjan u Philadelphiu)       | Creighton                                       |
| 52.   | Remon van de Hare      | C    | Nizozemska          | Toronto Raptors (iz Lakersa)                    | Barcelona (Španjolska)                          |
| 53.   | Tommy Smith            | PF   | SAD                 | Chicago Bulls (iz Detroita preko Miamia)        | Arizona State                                   |
| 54.   | Nedžad Sinanović       | C    | Bosna i Hercegovina | Portland Trail Blazers                          | KK Brotnjo (BIH)                                |
| 55.   | Rick Rickert           | PF   | SAD                 | Minnesota Timberwolves                          | Minnesota                                       |
| 56.   | Brandon Hunter         | PF   | SAD                 | Boston Celtics (iz Sacramenta)                  | Ohio                                            |
| 57.   | Xue Yuyang             | C    | NR Kina             | Dallas Mavericks (mijenjan u Denver)            | Hong Kong Flying Dragons                        |
| 58.   | Andreas Glyniadakis    | C    | Grčka               | Detroit Pistons (iz San Antonia)                | Atena (Grčka)                                   |

## Vanjske poveznice
- NBA draft 2003. na ESPN.com
- NBA draft 2003.  Arhivirana inačica izvorne stranice od 20. svibnja 2011. (Wayback Machine) na DataBasketball.com